# Armanis
Armanis – wieś w Armenii, w prowincji Lorri. W 2011 roku liczyła 357 mieszkańców.